# Élégies de Duino

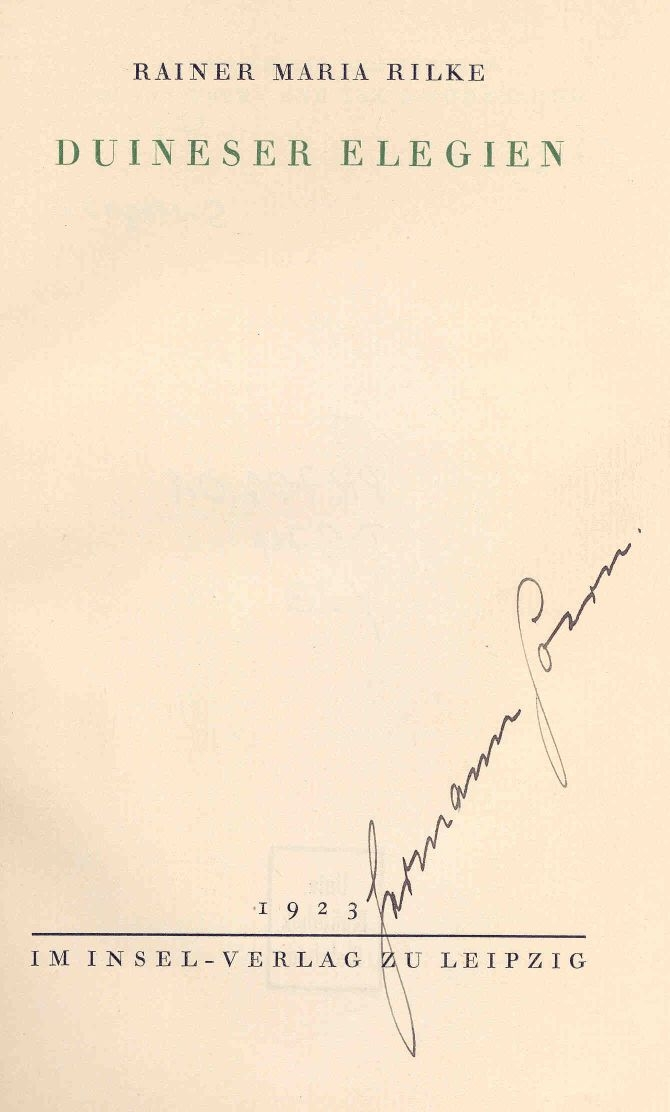
Édition originale des Élégies de Duino, Insel Verlag, 1923.

Les Élégies de Duino (Duineser Elegien) est le titre d’un recueil de dix élégies écrites en allemand de 1912 à 1922 par le poète Rainer Maria Rilke et publiées pour la première fois chez Insel Verlag à Leipzig en 1923. Leur nom est dérivé du  château de Duino, près de Trieste, où Rilke fut invité par son amie et mécène, la princesse Marie von Thurn und Taxis-Hohenlohe à qui est dédié ce recueil, et d’où il rédigea les premières élégies du recueil.
Les Élégies de Duino sont considérées, au même titre que les Sonnets à Orphée, comme un de ses chefs-d’œuvre, et ont marqué durablement le paysage poétique moderne et philosophique. Elles sont l’un des textes les plus traduits de la littérature de langue allemande et parmi les plus commentés.
Dans un climat d’attente et de mélancolie lumineuse, plusieurs questions sont posées : l’essence de l’être humain à l’époque du « nihilisme » annoncé par Nietzsche, l’amour, l’Art et plus particulièrement le chant poétique, l’expérience de la mort, l’intériorité, la place de l’homme dans le monde.
Le 13 novembre 1925 à son traducteur polonais, Rilke écrit :
«Les Élégies de Duino et les Sonnets s’étayent constamment - et je considère comme une grâce infinie d’avoir pu gonfler du même souffle ces deux voiles : la petite voile couleur rouille des Sonnets et l’immense voile blanche des Élégies de Duino.»
À propos des Élégies, Lou Andreas-Salomé tente une définition : «L’inexprimable dit, élevé à la présence.»

## Genèse

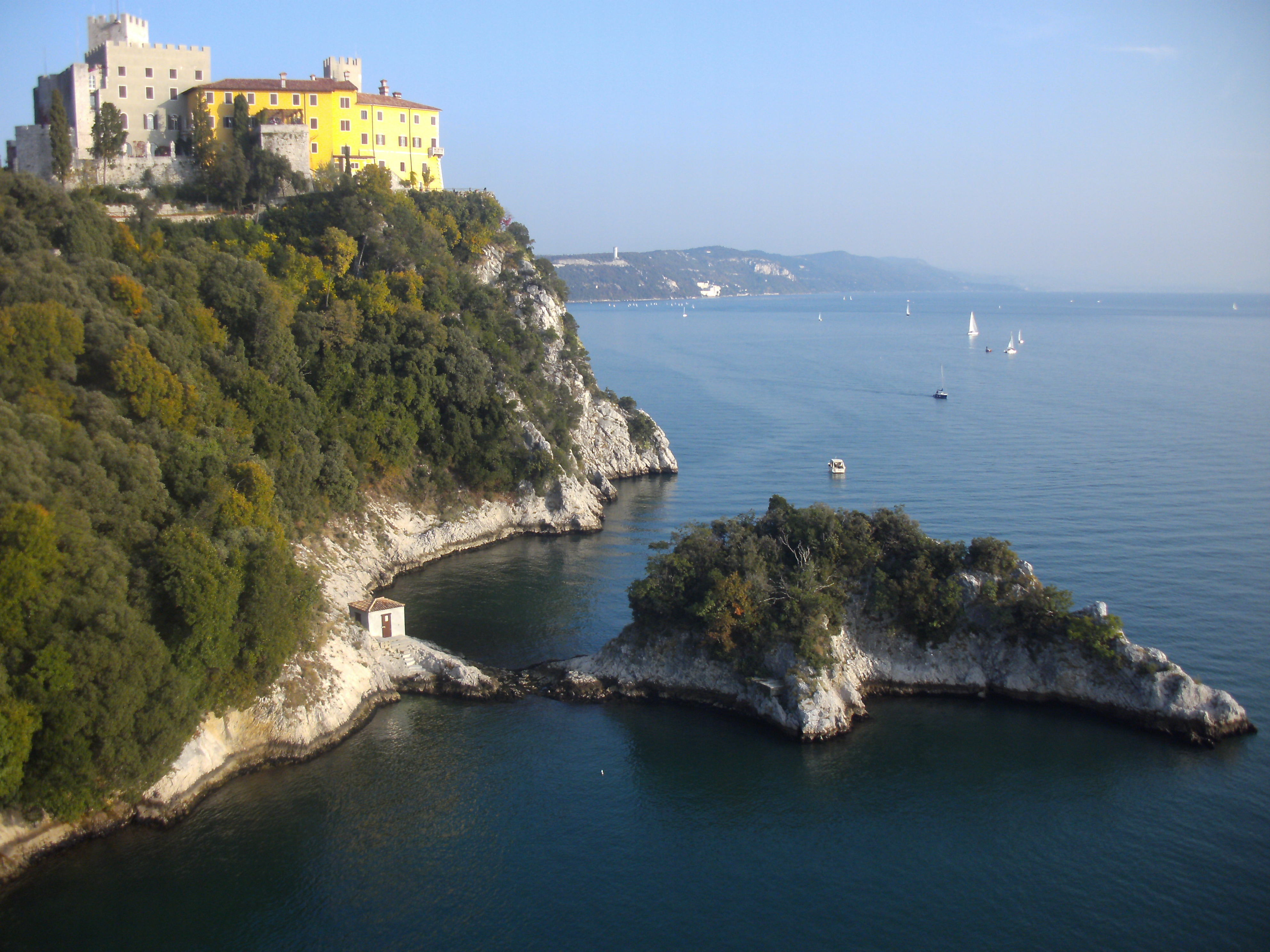
Château de Duino, près de Trieste.

Du 22 octobre 1911 au 9 mai 1912, Rilke séjourne au château de Duino, site majestueux perché au-dessus des rochers sur les bords de la mer Adriatique où soufflent en alternance la bora et le sirocco. «(…) dans ce château dont les tours dominent immensément la mer, et qui, pareil à un promontoire de présence humaine, par nombre de ses fenêtres (dont la mienne) donne sur l’espace marin le plus ouvert, directement sur le Tout, aimerait-on dire, sur ses spectacles généreux et insurpassables - tandis que des fenêtres intérieures, à un autre niveau, on a vue sur de très vieilles cours silencieuses, entre d’antiques murs romains que des époques plus tardives ont humanisés de balustrades baroques et de personnages absorbés dans leur jeu. Mais là-derrière, a-t-on franchi l’une quelconque des fortes poternes, s’élève, non moins impraticable que la mer le Karst vide; et l’œil ainsi nettoyé de tout détail est particulièrement touché par le petit jardin du château qui se risque, comme le ressac là où le bâtiment lui-même ne forme pas toute la pente; puis le parc, qui profite du premier éperon, prend de l’importance; c’est là que se dressent les ruines vides de l’édifice qui précéda ce château, lui-même immémorial, et sur les bastions duquel Dante, selon la tradition, se serait attardé.» Rilke, Lettre du 25 octobre 1911

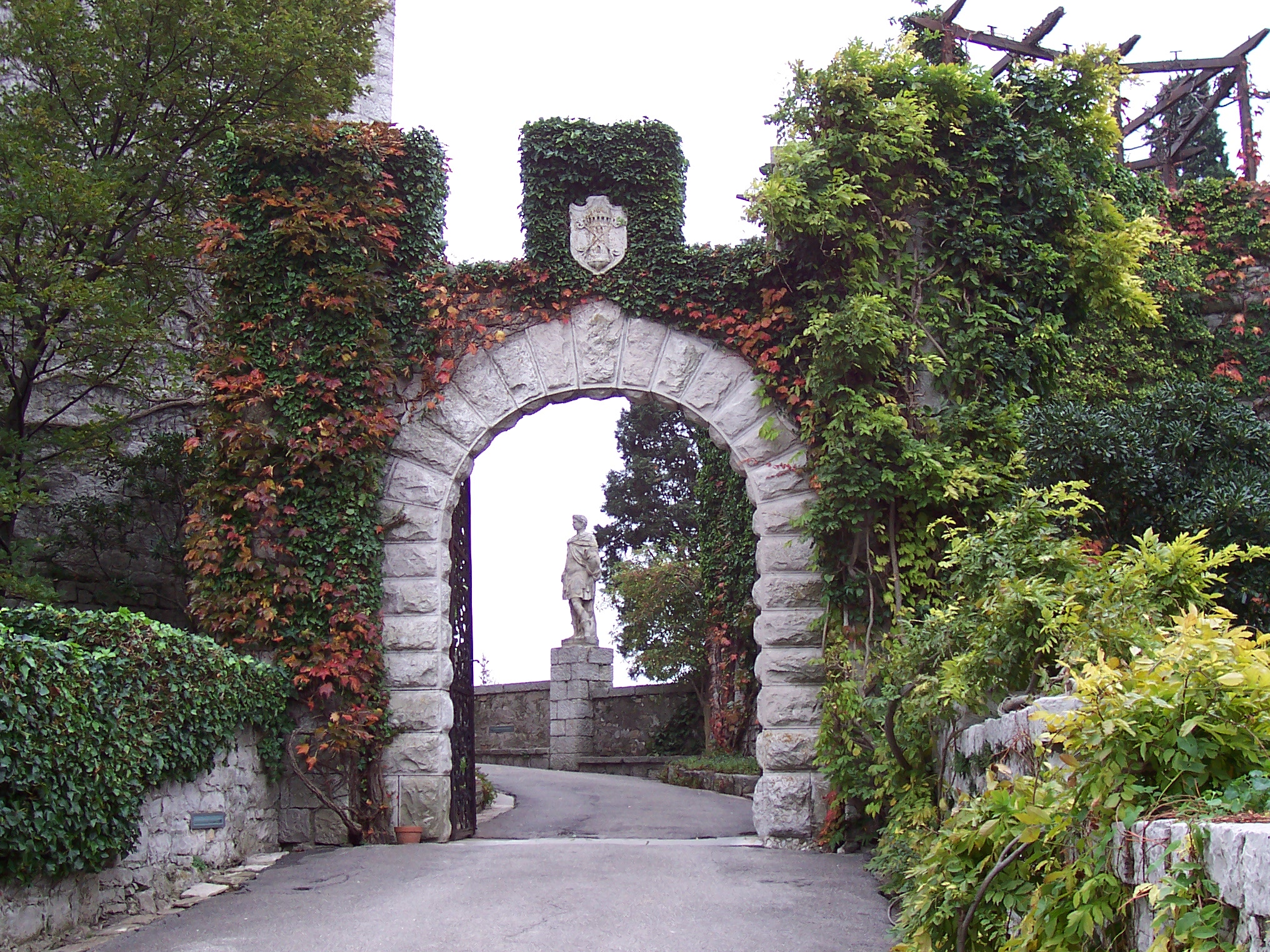
Entrée du château de Duino.

Une sorte de mysticisme entoure la naissance de la première élégie. La princesse de Tour et Taxis raconte dans ses Souvenirs: lors d’une promenade au bord de la mer, le long des falaises abruptes, Rilke aurait eu soudainement l’impression d’être appelé et d’entendre une voix dans le grondement de la bora (le vent du nord-est) lui crier : «Wer, wenn ich schriee, hörte mich denn aus der Engel Ordnungen ?» (« Qui, si je criais, m’entendrait donc depuis les ordres des anges ? »)

## Forme
La forme élégiaque (voir Élégie) s’inscrit d’abord dans la tradition classique allemande :  Goethe avec les Élégies romaines, l’Élégie de Marienbad, Schiller avec Nénie, Hölderlin avec Pain et vin mais elle est surtout, depuis l’antiquité grecque, le genre de poésie par excellence où peuvent s’exprimer les grands sentiments humains. Catulle, Tibulle, Properce s’y sont illustrés pendant la période augustinienne. Un autre mot en allemand pour «élégie» est Klagelied, littéralement «chant de plainte», le terme Klage est souvent repris dans le recueil. Hormis les vers 91 et 92 de la Première Élégie, Rilke ne respecte pas strictement le modèle du distique élégiaque antique et garde une grande liberté métrique et rythmique. La Quatrième Élégie et la Sixième Élégie sont écrites en vers blancs.

## Contenu et thèmes principaux
Dans tout le recueil, il y a une alternance sensible entre l’abattement et l’exaltation, entre le requiem et l’hymne. Tour à tour sont invoqués «l’Ange», Narcisse, puis plus tard Orphée (dans les Sonnets).

### Le sujet
Dès le début, le lecteur peut sentir un flottement du sujet entre le «je» et le «nous», entrecoupé d’interrogations et de doutes multiples. Le sujet peut correspondre soit au poète Rilke soit à l’être humain en général.

### L’Ange
«L’ange des Élégies de Duino n’a rien à voir avec l’ange du ciel chrétien» Rilke, Lettre du 13 novembre 1925
«Il ne peut rien y avoir dans le terrible de si réfractaire et de si négatif que l’action du travail créateur ne puisse en faire, avec un grand excédent positif, une preuve de l’existence, une volonté d’être : un ange.» Rilke, Lettre du 19 août 1909
La figure de l’ange traverse toute l’œuvre de Rilke. Dépouillé de toute référence religieuse, tout en gardant l’énergie spirituelle qui s’en dégage, l’ange rilkéen devient une créature mythique à part entière prenant place dans sa propre mythologie.
Dans «l’espace sans lien» de la modernité, le Poète prend la place du Saint (thème très baudelairien) et tend vers la figure de l’Ange.
Rilke interroge les anges : «Qui êtes-vous ?» «(…) miroirs : en leur propre visage reversant / la beauté qui s’était d’eux-mêmes répandue.»
L’ange est Narcisse, unité pure, résolvant ainsi la problématique de la conscience humaine déchirée, entre autres, par la conscience de la mort : «Nous, nous ne sommes pas en unité»
«La vraie forme de la vie s’étend sur les deux domaines (ndlr : la vie et la mort), le sang de la circulation suprême passe dans les deux : il n’y a ni En deçà, ni Au-delà, rien que la grande Unité où ces êtres qui nous surpassent, les «anges», sont chez-eux.» Rilke, Lettre du 13 novembre 1925
La figure de l’ange est multiple : métaphore du Poète, de la conscience unie, du Narcisse, les anges peuvent devenir simples «oiseaux quasi mortels de l’âme», simples figures mythiques habitant le paysage du cœur, parfois Rilke leur oppose la grandeur des productions humaines «piliers, pylônes, le sphinx», la cathédrale de Chartres, les sentiments humains, qui égalent l’Ange et même le dépassent, l’Amante :
«Mais rien même / qu’une amante — ô seule à sa fenêtre la nuit… / ne t’atteignait-elle pas au genou — ?»
Hans-Georg Gadamer, dans un court essai, parle du «retournement mythopoïétique» à l’œuvre dans les Élégies. En effet, contrairement aux époques baroques ou classiques sous lesquelles une assise mythologique (antique, chrétienne) pouvait s’insérer et donner des œuvres d’art riches en allégories, le monde moderne peut se comprendre comme une crise du mythe, privé de son soutien. De fait, «chez Rilke», nous dit Gadamer, on assiste à «un retournement mythopoïétique : le monde de son propre cœur nous est présenté dans la parole poétique comme un monde mythique, c’est-à-dire un monde composé d’êtres qui agissent». (Voir surtout la Xe Élégie).
L’Ange n’a pas d’ancrage théologique, il est un être mythique à fonction poétologique. Le monde intérieur, les expériences du cœur humain s’élèvent, chez Rilke, au niveau du mythe.
Le monde intérieur, invisible, n’est pas retourné en lui-même, il n’est pas narcissiquement fermé, au contraire, il est pleinement dans «l’Ouvert» (das Offene). Le Narcisse rilkéen - l’Ange - transforme le monde visible en monde invisible, l’un se déversant dans l’autre. Il vit dans «l’Ouvert» de cet espace que Rilke appelle : «espace intérieur au monde» (Weltinnenraum) et qui est «pur espace».
Dans une lettre du 13 novembre 1925, Rilke écrit :
« L’ange des Élégies de Duino est la créature chez qui la transformation du Visible en Invisible à quoi nous nous employons apparaît déjà accomplie. Pour l’ange des Élégies de Duino, toutes les tours, tous les palais passés sont existants, parce que depuis longtemps invisibles, et les tours et les ponts encore debout dans notre existence déjà invisibles, bien qu’encore (pour nous) matériellement présents. L’ange des Élégies de Duino est la garant du plus haut degré de l’Invisible. »

### L’Espace
L’espace signifie chez Rilke à la fois l’espace intérieur du cœur humain, l’intériorité, invisible, et l’espace du monde extérieur, visible. Rilke appelle cela le «Weltinnenraum» ou «espace intérieur du monde» traduit aussi par «espace intime du monde».
«Le désir constant de Rilke est de conférer à l’intériorité une dimension monumentale» écrit Eudo C. Mason.
Une autre fonction de l’espace dans l’œuvre est de neutraliser le temps, la spatialisation poétique opérée par Rilke permet d’être au-delà de la temporalité, dans le «pur espace dans lequel infiniment fleurissent et se perdent les fleurs» et de conférer à l’instant l’éternité.
«La formule clé de la poétique rilkéenne : le temps est espace» écrit Maurice Regnaut.
«Nous, êtres d’ici et de maintenant, nous ne pouvons être un seul instant comblés, ni engagés, dans le monde du temps, nous ne cessons d’aller au-delà, vers ceux d’avant, vers notre ascendance, et vers ceux qui viendront apparemment après nous. Dans ce monde «ouvert», le plus grand, tous sont, on ne peut dire en même temps, car la cessation du temps implique précisément que tous soient, sans plus. Partout la temporalité s’abîme dans la profondeur de l’Être.» Rilke, Lettre du 13 novembre 1925
Le «Weltinnenraum» est le lieu où le Visible et l’Invisible se métamorphosent constamment. L’accomplissement esthétique est atteint lorsque l’«œuvre de la vision» (Werk des Gesichts) et l’«œuvre de cœur» (Herzwerk) deviennent une seule et même chose grâce au chant poétique.
«Et ces choses (…) / Veulent qu’en notre cœur invisible nous les transformions toutes en — ô, infiniment — en nous-mêmes !»
«Que ce qui nous semblait vide en nous touchant prend vie,

ô maison, ô prairie, ô lumière du soir,

tout cela d’un seul coup acquiert presque un regard,

se presse contre nous et nous rend notre étreinte.

Un même espace unit tous les êtres : espace

intérieur au monde. En silence l’oiseau

vole au travers de nous. Ô, moi, qui veut grandir,

je regarde au-dehors, et en moi grandit l’arbre.»

### L’Ouvert
«L’Ouvert» (das Offene) et le «Weltinnenraum» sont deux notions qui se complètent l’une l’autre.
Être dans l'«Ouvert», c’est se porter dans le «pur espace» au-delà de toute temporalité. C’est être «dans» le monde et pas «devant» lui.

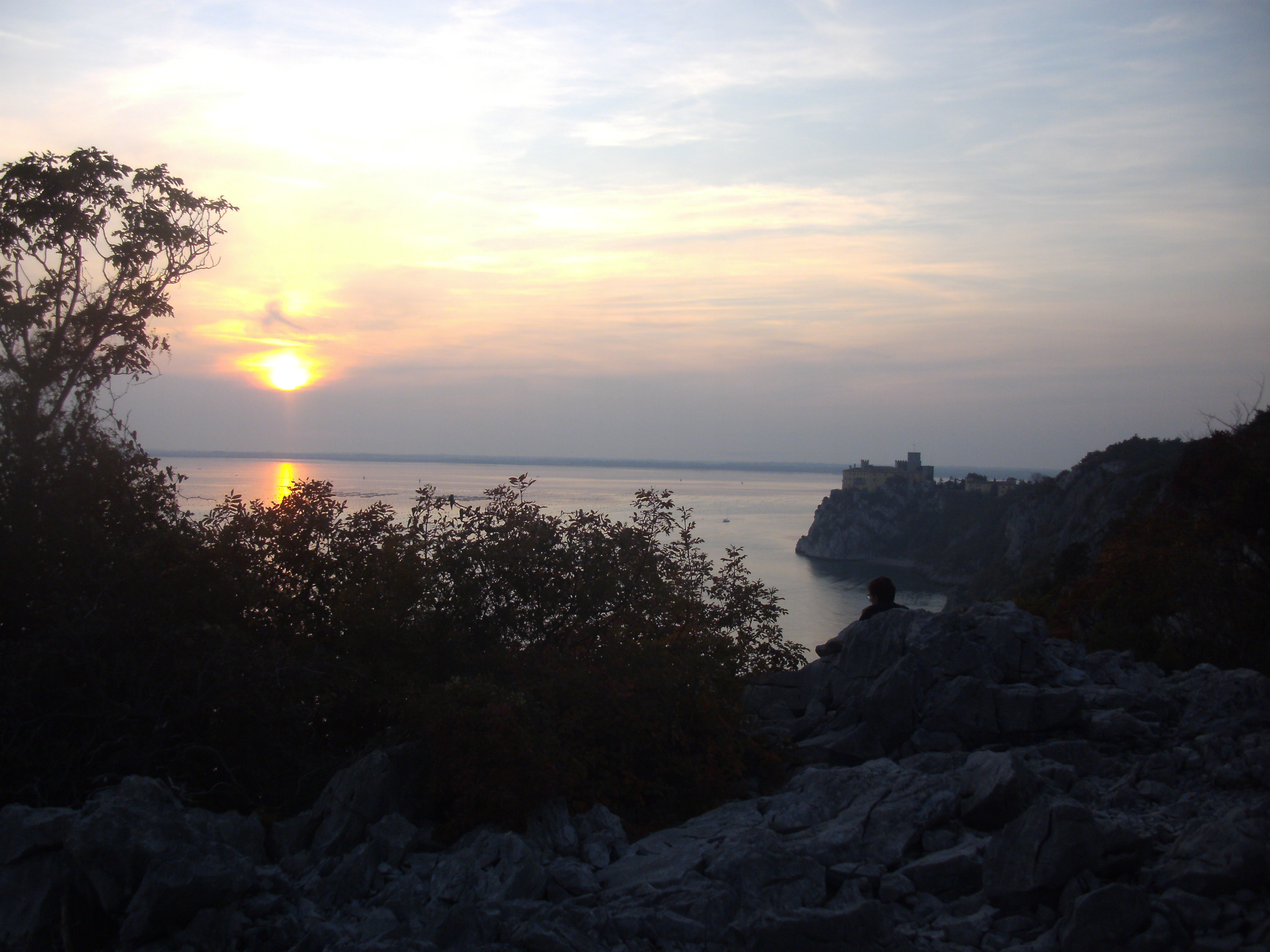
Château de Duino au coucher du soleil, depuis le "Sentiero Rilke".

«Vous devez concevoir l’idée de l’ouvert, que j’ai essayé de proposer dans cette élégie (ndlr : VIIIe Élégie), de telle sorte que le degré de conscience de l’animal place celui-ci dans le monde sans qu’il ait besoin, comme nous, de constamment se le poser en vis-à-vis ; l’animal est dans le monde ; nous autres, nous nous tenons devant lui, du fait de la singulière tournure et élévation qu’a prise notre conscience. (…)
Avec «l’ouvert» donc, je n’entends pas le ciel, l’air et l’espace, car ceux-là aussi sont, pour le contemplateur et le censeur, «objet» et par conséquent «opaques» et fermés. L’animal, la fleur, il faut l’admettre, sont tout cela sans s’en rendre compte, et ont ainsi devant eux et au-dessus d’eux cette liberté qui n’a, peut-être, ses équivalents (d’ailleurs momentanés) que dans les premiers instants de l’amour, lorsqu’un être humain découvre dans l’autre sa propre immensité, et dans l’exaltation vers Dieu.» Rilke, Lettre du 25 février 1926

### La Nuit
La thématique de la Nuit traverse presque tout le recueil.
La nuit, l’espace cosmique, l’Ange, les amants, l’infini, les étoiles, sont étroitement liés à «l’espace intime du monde» qui se projette en «constellations». À travers la Nuit, Rilke opère une spatialisation des phénomènes psychiques et spirituels.
Figure double propre au «Weltinnenraum», la nuit est à la fois intime et infinie, proche et lointaine.
Thème majeur du Romantisme allemand (voir les Hymnes à la nuit de Novalis) et surtout des Sonnets de Michel-Ange que Rilke a traduits, la Nuit prend toutefois dans son œuvre une figure unique et occupe une place fondamentale dans sa poétique.
Un cycle de poèmes rassemblés sous le titre «A la nuit», écrit à la même époque que les premières Élégies de Duino, a été qualifié de «laboratoire» des Élégies.
«Toutes les choses et tous les processus présents dans ses poèmes sont parents entre eux et changent de place comme les étoiles qui se meuvent sans qu’on s’en aperçoive.» Robert Musil, discours sur Rilke prononcé à Berlin le 16 janvier 1927.

## Description brève

### La Première Élégie
achevée à Duino le 21 janvier 1912 et envoyée à la princesse de Tour et Taxis.
Au début (v.1-5) le poète invoque l'Ange par le «cri» poétique, mais les premiers doutes apparaissent : la figure inaccessible de l'Ange, l'incapacité du poète à accueillir la Beauté et son trop-plein d'existence («stärkeren Dasein»). L'Ange et la Beauté sont qualifiés de terrible («schrecklich»). Les principaux thèmes du recueil apparaissent alors tour à tour : l’insuffisance de la conscience humaine : «son surcroît de présence me ferait mourir» (v.3), la conscience de la mort (v.55-65), l’amante (v.36), la nuit (v.18), le héros (v.41), le jeune mort. Elle expose les tâches du poète et l’état du monde moderne : «nous ne sommes pas si confiants que cela sous nos toits dans l’univers expliqué» (v.13), «étrange de voir ainsi que tout ce qui se rattachait, librement vole, de ci de là, dans l’espace sans lien» (v.76-78) puis se termine sur la mort du jeune Linos dont le chant de plainte, selon la mythologie antique, aurait donné naissance à la musique et à la poésie (v.90-95).

### La Deuxième Élégie
achevée à Duino fin janvier/début février 1912.
Elle approfondit les sujets abordés dans la première. Comme celle-ci, elle tente de définir l’Ange et l’invoque (v.9). Elle demande ce qu’il est et le compare aux hommes. La vanité de l’existence humaine contraste avec la louange des anges (v.10-20). Une première tentative de renversement a lieu : les amants, dans l’attente de l’être aimé et dans les premiers instants de l’amour (v.60-63), semblent se hisser à la hauteur de l’Ange mais très vite ils retombent dans l’insignifiance (v.65).

### La Troisième Élégie
commencée début février 1912 à Duino, achevée en automne 1913 à Paris.
Cette élégie a été qualifiée de «poème didactique sur la psychanalyse» par Eudo C. Mason. En effet, sur la route pour Paris, Rilke était passé par Munich en septembre 1913 pour assister au Congrès psychanalytique sous la direction de C. G. Jung en compagnie de Lou Andreas-Salomé au cours duquel il fit la connaissance de Sigmund Freud. D’après Lou : «les deux hommes se plaisaient mutuellement». Rilke inspira à Freud son célèbre texte Über Vergänglichkeit (1915) dans lequel il parle d’un poète incapable de jouir de la présence des choses à la seule pensée de leur mortalité.
Les premiers vers exposent le contraste entre l’amour et le désir sexuel. Les figures métaphoriques classiques du désir sexuel apparaissent : Neptune (v.8), le trident (v.8) et la conque (v.9) (les deux sexes), la mer (l’inconscient). La jeune fille est appelée à sublimer l’énergie pulsionnelle du jeune homme. L’élégie se termine en esquissant l’hypothèse de l’inconscient collectif (v.76-80).

### La Quatrième Élégie
écrite le 22 et 23 novembre 1915 à Munich.
Elle s’ouvre sur le problème de la conscience humaine qui n’est pas unie : «Nous nous ne sommes pas en unité» (v.2). Comme pour la Huitième Élégie, les animaux (oiseaux et lion) ne sont pas conscients du passage du temps et s’opposent en cela à l’homme. Les amants (v.11) sont de nouveau appelés comme exemple d’un espoir qui échoue à l’instar de la Deuxième Élégie. Cet échec de l’union parfaite est expliqué par la destruction de la sensibilité par les relations sociales (la figure du bourgeois et du masque social) (v.12 et 24-25) et par l’insuffisance dans la connaissance du cœur humain : «Nous ne connaissons pas le contour du sentir, mais seulement ce qui le forme du dehors. Qui n’a été, anxieux, assis devant le rideau de son cœur ?» (v.17-19). Le conflit du Père et de l’enfant est abordé (v.38).
Puis vient la description du théâtre du cœur qui devient un théâtre de marionnettes (v.19-20), la «poupée» (v.27) représente la pure extériorité et l’ange la pure intériorité, la réconciliation de la conscience divisée sera faite lorsque les poupées-marionnettes seront jouées par l’Ange (v.57-62).
Enfin, est décrite la conscience pure de l’enfant dans une lamentation sur la Mort de l’Enfant (v.78).

### La Cinquième Élégie
écrite le 14 février 1922 à Muzot.
«L’élégie des Saltimbanques», du propre mot de Rilke.
Les Saltimbanques sont pris comme un symbole des activités humaines, en particulier des amants. L’image de la pyramide humaine, aux mouvements et aux agencements multiples, est prise comme arbre de vie (v.44). Les amants sont invités sur le tapis des acrobates à montrer «les grandes figures audacieuses du salto de leur cœur» (v.98). Mais l’allégorie «Madame Lamort» (v.89) (en français dans le texte) rode et exerce son métier de «modiste»(v.89) sur les places de Paris, recyclant «les rubans» (v.90) des morts.

### La Sixième Élégie
commencée début février 1912 à Duino, v. 1-31 écrits en janvier/février 1913 à Ronda, v. 42-44 à Paris en automne 1913, achevée au soir du 9 février 1922 à Muzot.
«L’élégie du héros» commence par l’évocation du figuier, arbre ne fleurissant presque pas, donnant très vite ses fruits, image du héros qui éprouve «l’impérieuse urgence d’agir» (v.12). On trouve aussi une allusion au mythe de Léda. Le héros, comme les gens du voyage de la Cinquième Élégie, incarne une possibilité extrême de l’existence humaine : peu soucieux de sa mortalité et même «étonnamment proche des morts» (v.21), son existence est toute tournée vers les grandes actions : «Son ascension c’est son existence» (v.23).

### La Septième Élégie
écrite le 7 février 1922 à Muzot jusqu’au vers 87, v. 88-93 achevés le 22 février 1922 à Muzot.
Cette élégie chante le triomphe du poète-créateur, de l’ego lyrique et de sa victoire sur l’Ange. C’est le poème de l’affirmation, de la célébration de l’être et du monde : «Hiersein ist herrlich» (v.38) («Il est merveilleux d’être ici»).
Comme la Première, la Deuxième et la Dixième Élégie, elle commence par interroger le pouvoir du «cri» (v.2), du chant poétique. La lutte avec l’Ange prend place dans l’intériorité du cœur, qui est aussi «espace du monde».
Cette élégie est extrêmement dynamique et alterne très sensiblement des mouvements de hausse et de baisse. Le chant devient oiseau (v.3), cette alternance est aussi rendue par l’image de la fontaine (v.15) qui monte et qui retombe en elle-même (figure du Narcisse et de l’intériorité), la saison pleine de croissance du printemps (v.10) et culmine par l’évocation des journées et des nuits d’été (v.18-27) dans lesquelles l’expérience de l’infini des étoiles se vit éternellement dans le chant du cœur, malgré la conscience de la mort : «Ô, être mort un jour, et les savoir infiniment, toutes les étoiles : car comment, ô comment les oublier ?» (v.28-29).
La figure de l’Amante est appelée, pleine d’espoirs, «les veines gonflées d’exister» (v.45), froissée par les «sordides villes» (v.42) où «l’esprit du temps» (Zeitgeist) (v.55) ne reconnaît plus «l’invisible» du cœur (v.57), l’espace intérieur. Un seul sentiment de l’Amante, la grande attente, égale l’Ange :
«Mais rien même

qu’une amante — ô seule à sa fenêtre la nuit…

ne t’atteignait-elle pas au genou — ?»

Les vers 50 à 63 font une rapide critique de la culture moderne, technique, abstraite, objective, ne respectant pas l’intériorité («vastes greniers de force» v.55 pour les centrales électriques).
Certaines productions humaines (pylônes, piliers), notamment artistiques, (la cathédrale de Chartres, la musique) (v.73-74) sont présentées à l’Ange et sont hissées au même niveau que lui, qualifiées de «miracle» (Wunder) (v.75).
Dans le dernier verset, il y a un retour au début de l’élégie, le cri vers l’Ange est ambivalent : «mon appel est toujours plein de va-t’en» (v.88), le bras tendu vers l’Ange fait aussi office de défense contre lui (v.90). La figure transcendante de l’Ange est rejetée grâce à la victoire de la métamorphose du monde par le chant du poète : «Notre vie passe en transformation» (v.51), il n’y a «qu’en nous-même de monde» (v.50).

### La Huitième Élégie
écrite du 7 au 8 février 1922 à Muzot.

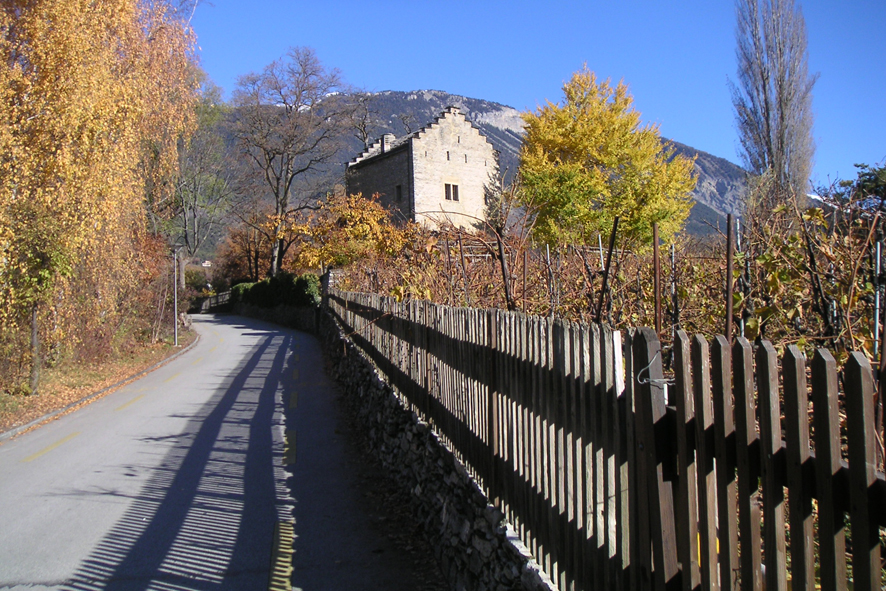
Château Muzot, Canton du Valais, Suisse.

Ici, la position acquise par l’être humain dans la Septième Élégie est de nouveau menacée par la conscience de la mort. «L’animal» (v.6), «la fontaine» (v.13), «les fleurs» (v.16) sont «libres de toute mort» (v.9). Ils vivent pleinement dans «l’Ouvert» (das Offene) (v.2). Ils vont «éternellement» (v.13) dans le «pur espace» (v.15).
Alors que nous, les humains, avec notre conscience qui nous sépare du monde, se tenant «en face» de lui, sommes affublés d’un Destin : «C’est cela qu’on appelle Destin : être en face et rien d’autre et toujours en face (gegenüber).» (v.33-34). Dans «l’Ouvert», la temporalité n’est plus : «Et là où nous voyons de l’avenir, lui voit tout et lui-même dans tout et sauvé pour toujours.» (v.41-42)
L’enfant, les amants se retrouvent menacés par la mort (v.19 et 24).
Des vers 43 à 65, on assiste à l’analogie Ventre/Monde : les mammifères sont décrits comme «mélancoliques» (v.44) car ils possèdent, sinon la conscience de la mort, la mémoire de l’utérus maternel. Seuls les animaux qui volent, «les moustiques» (v.54) et les «oiseaux» (v.56) n’ont pas ce souvenir (ils sortent d’un œuf) et vivent dans le Libre. Pour eux, le monde est ventre : «toujours demeure dans le ventre qui l’a porté» (v.53), «car tout est ventre» (v.55). Le contre-exemple de la chauve-souris (mammifère volant) dont le vol est bas, hésitant, brusque, est donné au vers 65.
Les deux derniers versets se terminent par la dénonciation de la raison humaine qui essaie vainement d’agencer le monde. Tentatives inutiles d’organisation (v.68-69) de la conscience, elle retombe toujours dans la problématique de la mortalité (v.75), ces vers font écho aux vers 10-13 de la Première Élégie : «nous ne sommes pas si confiants que cela sous nos toits dans l’univers expliqué».

### La Neuvième Élégie
commencée en mars 1912 à Duino (v. 1-6 et 77-79), achevée le 9 février 1922 à Muzot.
Elle commence par une question dont la tonalité rappelle la Huitième Élégie et fait allusion au mythe de Daphné et Apollon. Pourquoi «se languir d’un destin ?» (v.6)
À partir de là va se développer toute une argumentation :
- «non pas» : «le bonheur», «la curiosité», ou «l’exercice du cœur» (v.6 à 9)[22]
- «Mais parce que» : «être ici est beaucoup» (v.10)[22]
- «Et donc» : vers 18 à 42.

La hantise de la mort qui domine la Huitième Élégie est à nouveau surmontée, comme dans la Septième Élégie, par le chant poétique qui célèbre et réconcilie l’être humain avec le monde. Le dire poétique transforme, métamorphose l’indicible en dicible : parabole du voyageur et de la gentiane bleue (vers 28 à 35); puis le dicible en Invisible : vers 65 à 70.
Le monde est le lieu de la parole poétique : «Ici est le temps du dicible, ici est sa patrie. (Hier ist des Säglichen Zeit, hier seine Heimat)» (v.42)
Face au chant poétique s’oppose la critique de la technique moderne : «un faire sans image» (ein Tun ohne Bild) (v.45) qui détruit les choses : «Plus que jamais les choses s’effondrent et disparaissent, celles que l’on peut vivre, car ce qui les refoule et remplace, (c’est un faire sans image.)» (v.43 à 45)
Le Monde, transformé en l’intériorité du cœur humain, égale l’Ange : «Vante (Preise) à l’Ange le monde» (v.52). «Les choses (…) veulent qu’en notre cœur invisible nous les transformions toutes en - ô, infiniment… - en nous-même !» (v.65 à 67)
La mort devient «familière» (v.75) et la vie, l’enfance, l’avenir, deviennent dans le cœur du poète, «existence en surnombre» (überzähliges Dasein) (v.77 à 79).

### La Dixième Élégie
commencée début 1912 à Duino (v. 1-15), achevée le 11 février 1922 à Muzot.
Cette élégie est l’exemple le plus frappant du «renversement mythopoïétique» dont parle Gadamer. Il s’agit d’une narration allégorique et d’une personnification du genre «élégie» («la plainte»).
Elle commence avec l’espoir «Qu’un beau jour (…) monte mon chant d’allégresse et de gloire vers des anges en accord» (v.1-2). Espoir de transformer la souffrance en joie, car la souffrance n’est pas temporaire, elle est «notre sombre sempervirens, (…) emplacement, site, gîte, sol, domicile.» (v.13-15)
La souffrance est spatialisée en une «Ville-Douleur» (Leid-Stadt) (v.16) qui devient le théâtre d’une critique : l’Église et «son marché de réconfort» (Trostmarkt) (v.20), la foire braillarde : symbole «du petit bonheur enjolivé» (v.25), l’«organe sexuel de l’argent» (v.32) qui s’accroît, le déni de la mort : «la dernière planche, couverte d’affiches : Sans la Mort.» (v.35)
Mais on assiste à un basculement : «tout de suite après la planche, juste derrière, tout est réel.» (v.38)
Un jeune homme est attiré par une jeune Plainte dans son pays, jadis habité. Se déploie alors toute une mythologie de la souffrance : on rencontre un «morceau d’archaïque douleur» (v.58), «une colère pétrifiée» (v.59), des «champs de chagrin» (v.65), des «arbres de larmes» (v.65), des «bêtes du deuil» (v.67). Les «étoiles du Pays de la Douleur» forment des «constellations» : «Couronne de fruit», «Chemin», «Livre ardent», «Fenêtre». (v.88-95). Dans le monde mythique des Plaintes, les choses chantées par le poète, intériorisées, prennent place dans l’espace nocturne du ciel étoilé.
Face à la souffrance et à la mort, deux attitudes différentes sont opposées : celle de la Ville-Douleur (la ville moderne et ses idéologies) et le pays des «nobles» Plaintes (v.45).
La fin de l’élégie est une parabole sur la souffrance face à la mort d’un être, qui se sublime grâce au chant de plainte : l’élégie. La mort est ainsi respectée, chantée et surmontée. «Chez les hommes, elle est fleuve porteur.» (v.100).

## Les traductions françaises
Les très nombreuses traductions des Élégies de Duino témoignent du fort attrait qu'a exercé l’œuvre tout au long du 20e siècle (en particulier à partir des années 1970) jusqu'à nos jours. L'influence des Élégies s'étend au-delà de l'espace littéraire et culturel européen : en plus de traductions en anglais, espagnol, italien, portugais, hongrois, suédois ou encore danois, il existe entre autres des traductions en arabe, chinois, coréen et japonais. En français, on référence plus d'une dizaine de versions ; la première datant de 1936 est l’œuvre du germaniste français Joseph-François Angelloz.
- R. M. Rilke, Les Élégies de Duino, traduites et commentées par J.-F. Angelloz, Hartmann, Paris, 1936.
- R. M. Rilke, Poésie, introduction et traduction de Maurice Betz, Emile-Paul Frères, Paris, 1938.
- R. M. Rilke, Élégies de Duino, traduction de Rainer Biemel (alias Jean Rounault), Éditions Georges Falaize, 1949. Traduction rééditée aux Éditions Allia, Paris, 2017, suivi d'une lettre de l'auteur adressée à Witold von Hulewicz.
- R. M. Rilke, Les Élégies de Duino, traduction d’Armel Guerne avec dessins de Picasso, Mermod (Collection du Bouguet), Lausanne, 1958. Traduction publiée aussi dans R. M. Rilke, Œuvres, t. 2, Seuil, Paris, 1972.
- R. M. Rilke, Les Élégies de Duino, suivi de Les sonnets à Orphée, traduction de Lorand Gaspar, dans Œuvres, t. 2, Seuil, Paris, 1972.
- R. M. Rilke, Élégies de Duino – Les Sonnets à Orphée, traduction de Roger Lewinter, G. Lebovici, Paris, 1989.
- R. M. Rilke, Élégies de Duino, traduit de l'allemand par Marc de Launay, Findakly, Paris, 1994.
- R. M. Rilke, Les Élégies de Duino, suivi de Les sonnets à Orphée et autres poèmes, présentation de Gérald Stieg, traduit par Jean-Pierre Lefebvre, Poésie /Gallimard, 1994. Aussi dans R. M. Rilke, Œuvres poétiques et théâtrales, Paris, Gallimard, Bibliothèque de la Pléiade, 1997.
- R. M. Rilke, Élégies de Duino, traduction et présentation par François-René Daillie, La Différence, Paris, 1994.
- R. M. Rilke, Élégies duinésiennes, présentation, traduction et notes de Jean-Yves Masson, Imprimerie nationale, Paris, 1996.
- R. M. Rilke, Élégies de Duino = Duineser Elegien ; Sonnets à Orphée = Die Sonnette an Orpheus, traduit de l'allemand et présenté par Gérard Signoret, M. de Maule, Paris, 1996.
- R. M. Rilke, Élégies de Duino, traduit de l'allemand par Maximine avec la collaboration d'Éric Dortu, Arles, [Genève] : Actes Sud, 2004.
- R. M. Rilke, Élégies de Duino, traduit de l'allemand par Bernard Pautrat et précédées d'un commentaire de Hannah Arendt et Günther Anders traduit de l'allemand par Karin Maire et Christophe David, Payot & Rivages, Paris, 2007.
- R. M. Rilke, Les élégies de Duino, traduction et postface de Philippe Jaccottet, La Dogana, Genève, 2008.
- R. M. Rilke, Les Élégies de Duino = Duineser Elegien ; Les sonnets à Orphée = Die Sonette an Orpheus, traduit par Alain Zecchini, L'Harmattan, Paris, 2010.